# Marcus Mathisen
Marcus Klingenberg Mathisen, född 27 februari 1996 i Albertslund, är en dansk fotbollsspelare som spelar för tyska 1. FC Magdeburg.

## Karriär
Mathisens moderklubb är Albertslund IF, där han spelade fram tills november 2009 då han värvades av FC Köpenhamn. Mathisen debuterade i Superligaen för FC Köpenhamn den 17 maj 2015 i en 2–0-förlust mot FC Midtjylland, där han byttes in i den 85:e minuten mot Daniel Amartey. I juli 2015 flyttades Mathisen upp i A-laget.

### Halmstads BK
Den 1 augusti 2016 värvades Mathisen av Halmstads BK, där han skrev på ett 2,5-årskontrakt. Mathisen debuterade i Superettan den 8 augusti 2016 i en 1–0-vinst över IK Frej. I den sista kvalmatchen till Allsvenskan 2017 mot Helsingborgs IF gjorde Mathisen två mål vilket innebar vinst och uppflyttning till Allsvenskan för HBK.

### Falkenbergs FF
Den 10 december 2018 värvades Mathisen av Falkenbergs FF, där han skrev på ett tvåårskontrakt.  Han debuterade i Allsvenskan för Falkenbergs FF den 3 mars 2019 i en 1-0 vinst över Örebro SK.

### IK Sirius
Den 4 januari 2021 värvades Marcus Mathisen av IK Sirius som bosman och skrev på ett kontrakt till 2023.

### Wehen Wiesbaden
I juni 2023 presenterades Mathisen av tyska SV Wehen Wiesbaden. Han spelade 31 ligamatcher under säsongen 2023/2024.

### 1. FC Magdeburg
I juni 2024 värvades Mathisen av 2. Bundesliga-klubben 1. FC Magdeburg, där han skrev på ett tvåårskontrakt.